# Championnat d'Afrique masculin de basket-ball des moins de 16 ans 2011
Navigation
Mozambique 2009 Madagascar 2013
Le championnat d'Afrique masculin de basket-ball des moins de 16 ans 2011 se déroule à Alexandrie en Égypte du 8 au 16 juillet 2011. Il s'agit de la deuxième édition de la compétition, instaurée en 2009.

## Équipes participantes

### Qualifications
8 équipes, issues des différentes zones de qualification du Championnat d'Afrique U16, sont qualifiées pour cette compétition.
| Mode de qualification                                  | Places | Nations qualifiées               |
| ------------------------------------------------------ | ------ | -------------------------------- |
| Hôte du championnat d'Afrique U16 2011                 | 1      | Égypte                           |
| Qualifications Championnat d'Afrique U16 2011 (Zone 1) | 2      | Algérie Tunisie                  |
| Qualifications Championnat d'Afrique U16 2011 (Zone 2) | 1      | Mali                             |
| Qualifications Championnat d'Afrique U16 2011 (Zone 4) | 1      | République du Congo              |
| Qualifications Championnat d'Afrique U16 2011 (Zone 6) | 3      | Afrique du Sud Angola Mozambique |

## Rencontres

### Premier tour

#### Groupe A
| Rang | Équipe         | Pts | J | G | P | Pp  | Pc  | Diff |  | Résultats (dom.\ext.) |   |        |       |        |
| ---- | -------------- | --- | - | - | - | --- | --- | ---- |  | --------------------- | - | ------ | ----- | ------ |
| 1    | Égypte         | 6   | 3 | 3 | 0 | 303 | 168 | 135  |  | Égypte                |   | 108-54 | 94-57 | 101-57 |
| 2    | Mozambique     | 4   | 3 | 1 | 2 | 181 | 232 | -51  |  | Mozambique            | - |        | 69-65 | 58-59  |
| 3    | Algérie        | 4   | 3 | 1 | 2 | 142 | 163 | -21  |  | Algérie               | - | -      |       | 20-0   |
| 4    | Afrique du Sud | 3   | 3 | 0 | 3 | 116 | 179 | -63  |  | Afrique du Sud        | - | -      | -     |        |

#### Groupe B
| Rang | Équipe              | Pts | J | G | P | Pp  | Pc  | Diff |  | Résultats (dom.\ext.) |   |       |       |       |
| ---- | ------------------- | --- | - | - | - | --- | --- | ---- |  | --------------------- | - | ----- | ----- | ----- |
| 1    | Tunisie             | 6   | 3 | 3 | 0 | 137 | 111 | 26   |  | Tunisie               |   | 64-60 | 53-51 | 20-0  |
| 2    | Angola              | 5   | 3 | 2 | 1 | 137 | 115 | 22   |  | Angola                | - |       | 20-0  | 57-51 |
| 3    | Mali                | 4   | 3 | 1 | 2 | 122 | 116 | 6    |  | Mali                  | - | -     |       | 71-43 |
| 4    | République du Congo | 3   | 3 | 0 | 3 | 94  | 148 | -54  |  | République du Congo   | - | -     | -     |       |

### Tableau final
|  | Quarts de finale | Quarts de finale    | Quarts de finale | Quarts de finale |         |         | Demi-finales    | Demi-finales    | Demi-finales                  | Demi-finales                  |                               |                               | Finale          | Finale          | Finale          | Finale          |
|  |                  |                     |                  |                  |         |         |                 |                 |                               |                               |                               |                               |                 |                 |                 |                 |
|  | 14 juillet 2011  | 14 juillet 2011     | 14 juillet 2011  | 14 juillet 2011  |         |         | 15 juillet 2011 | 15 juillet 2011 | 15 juillet 2011               | 15 juillet 2011               |                               |                               | 16 juillet 2011 | 16 juillet 2011 | 16 juillet 2011 | 16 juillet 2011 |
|  | 14 juillet 2011  | 14 juillet 2011     | 14 juillet 2011  | 14 juillet 2011  |         |         | 15 juillet 2011 | 15 juillet 2011 | 15 juillet 2011               | 15 juillet 2011               |                               |                               | 16 juillet 2011 | 16 juillet 2011 | 16 juillet 2011 | 16 juillet 2011 |
|  | B4               | République du Congo | 33               | 33               |         |         | 15 juillet 2011 | 15 juillet 2011 | 15 juillet 2011               | 15 juillet 2011               |                               |                               | 16 juillet 2011 | 16 juillet 2011 | 16 juillet 2011 | 16 juillet 2011 |
|  | B4               | République du Congo | 33               | 33               |         |         | 15 juillet 2011 | 15 juillet 2011 | 15 juillet 2011               | 15 juillet 2011               |                               |                               | 16 juillet 2011 | 16 juillet 2011 | 16 juillet 2011 | 16 juillet 2011 |
|  | A1               | Égypte              | 128              | 128              |         |         | 15 juillet 2011 | 15 juillet 2011 | 15 juillet 2011               | 15 juillet 2011               |                               |                               | 16 juillet 2011 | 16 juillet 2011 | 16 juillet 2011 | 16 juillet 2011 |
|  | A1               | Égypte              | 128              | 128              | Égypte  | Égypte  | 106             | 106             |                               |                               |                               |                               | 16 juillet 2011 | 16 juillet 2011 | 16 juillet 2011 | 16 juillet 2011 |
|  | 14 juillet 2011  |                     |                  |                  | Égypte  | Égypte  | 106             | 106             |                               |                               |                               |                               | 16 juillet 2011 | 16 juillet 2011 | 16 juillet 2011 | 16 juillet 2011 |
|  |                  |                     | Angola           | Angola           | 41      | 41      |                 |                 |                               |                               |                               |                               | 16 juillet 2011 | 16 juillet 2011 | 16 juillet 2011 | 16 juillet 2011 |
|  | A3               | Algérie             | Angola           | Angola           | 41      | 41      | 56              | 56              |                               |                               |                               |                               | 16 juillet 2011 | 16 juillet 2011 | 16 juillet 2011 | 16 juillet 2011 |
|  | A3               | Algérie             | 15 juillet 2011  |                  |         |         | 56              | 56              |                               |                               |                               |                               | 16 juillet 2011 | 16 juillet 2011 | 16 juillet 2011 | 16 juillet 2011 |
|  | B2               | Angola              | 62               | 62               |         |         |                 |                 |                               |                               |                               |                               | 16 juillet 2011 | 16 juillet 2011 | 16 juillet 2011 | 16 juillet 2011 |
|  | B2               | Angola              | 62               | 62               | Égypte  | Égypte  | 117             | 117             |                               |                               |                               |                               |                 |                 |                 |                 |
|  | 14 juillet 2011  |                     |                  |                  | Égypte  | Égypte  | 117             | 117             |                               |                               |                               |                               |                 |                 |                 |                 |
|  |                  |                     | Tunisie          | Tunisie          | 67      | 67      |                 |                 |                               |                               |                               |                               |                 |                 |                 |                 |
|  | A4               | Afrique du Sud      | Tunisie          | Tunisie          | 67      | 67      | 38              | 38              |                               |                               |                               |                               |                 |                 |                 |                 |
|  | A4               | Afrique du Sud      |                  |                  |         |         |                 |                 |                               |                               |                               |                               |                 |                 |                 |                 |
|  | B1               | Tunisie             | 80               | 80               |         |         |                 |                 |                               |                               |                               |                               |                 |                 |                 |                 |
|  | B1               | Tunisie             | 80               | 80               | Tunisie | Tunisie | 51              | 51              | Match pour la troisième place | Match pour la troisième place | Match pour la troisième place | Match pour la troisième place |                 |                 |                 |                 |
|  | 14 juillet 2011  |                     |                  |                  | Tunisie | Tunisie | 51              | 51              | Match pour la troisième place | Match pour la troisième place | Match pour la troisième place | Match pour la troisième place |                 |                 |                 |                 |
|  |                  |                     | Mali             | Mali             | 49      | 49      |                 |                 | 16 juillet 2011               | 16 juillet 2011               | 16 juillet 2011               | 16 juillet 2011               |                 |                 |                 |                 |
|  | B3               | Mali                | Mali             | Mali             | 49      | 49      | 47              | 47              | 16 juillet 2011               | 16 juillet 2011               | 16 juillet 2011               | 16 juillet 2011               |                 |                 |                 |                 |
|  | B3               | Mali                |                  |                  |         |         |                 | 47              |                               |                               | Angola                        | Angola                        | 57              | 57              |                 |                 |
|  | A2               | Mozambique          | 44               | 44               |         |         |                 |                 |                               |                               | Angola                        | Angola                        | 57              | 57              |                 |                 |
|  | A2               | Mozambique          | 44               | 44               | Mali    | Mali    | 59              | 59              |                               |                               |                               |                               |                 |                 |                 |                 |
|  |                  |                     |                  |                  |         |         |                 |                 |                               |                               |                               |                               |                 |                 |                 |                 |

### Matches de classement

#### Matches pour la5eplace
|  | Tour de classement 5e - 8e | Tour de classement 5e - 8e | Tour de classement 5e - 8e | Tour de classement 5e - 8e |                        |         | Match pour la 5e place | Match pour la 5e place | Match pour la 5e place | Match pour la 5e place |
|  |                            |                            |                            |                            |                        |         |                        |                        |                        |                        |
|  | 15 juillet 2011            | 15 juillet 2011            | 15 juillet 2011            | 15 juillet 2011            |                        |         | 16 juillet 2011        | 16 juillet 2011        | 16 juillet 2011        | 16 juillet 2011        |
|  | République du Congo        | République du Congo        | 50                         | 50                         |                        |         | 16 juillet 2011        | 16 juillet 2011        | 16 juillet 2011        | 16 juillet 2011        |
|  | République du Congo        | République du Congo        | 50                         | 50                         |                        |         | 16 juillet 2011        | 16 juillet 2011        | 16 juillet 2011        | 16 juillet 2011        |
|  | Algérie                    | Algérie                    | 68                         | 68                         |                        |         | 16 juillet 2011        | 16 juillet 2011        | 16 juillet 2011        | 16 juillet 2011        |
|  | Algérie                    | Algérie                    | 68                         | 68                         | Algérie                | Algérie | 55                     | 55                     |                        |                        |
|  | 15 juillet 2011            |                            |                            |                            | Algérie                | Algérie | 55                     | 55                     |                        |                        |
|  |                            |                            | Mozambique                 | Mozambique                 | 54                     | 54      |                        |                        |                        |                        |
|  | Afrique du Sud             | Afrique du Sud             | Mozambique                 | Mozambique                 | 54                     | 54      | 61                     | 61                     |                        |                        |
|  | Afrique du Sud             | Afrique du Sud             |                            |                            |                        |         |                        | 61                     |                        |                        |
|  | Mozambique                 | Mozambique                 | 69                         | 69                         |                        |         |                        |                        |                        |                        |
|  | Mozambique                 | Mozambique                 | 69                         | 69                         | Match pour la 7e place |         |                        |                        |                        |                        |
|  |                            |                            |                            |                            |                        |         |                        |                        |                        |                        |
|  | 16 juillet 2011            |                            |                            |                            |                        |         |                        |                        |                        |                        |
|  | République du Congo        | République du Congo        | 66                         | 66                         |                        |         |                        |                        |                        |                        |
|  | République du Congo        | République du Congo        | 66                         | 66                         |                        |         |                        |                        |                        |                        |
|  | Afrique du Sud             | Afrique du Sud             | 60                         | 60                         |                        |         |                        |                        |                        |                        |
|  | Afrique du Sud             | Afrique du Sud             | 60                         | 60                         |                        |         |                        |                        |                        |                        |

## Classement final
| Place                       | Équipe              | Vict.-Déf. |
| --------------------------- | ------------------- | ---------- |
| Médaille d'or, Afrique      | Égypte              | 6 - 0      |
| Médaille d'argent, Afrique  | Tunisie             | 5 - 1      |
| Médaille de bronze, Afrique | Mali                | 3 - 3      |
| 4                           | Angola              | 3 - 3      |
| 5                           | Algérie             | 3 - 3      |
| 6                           | Mozambique          | 2 - 4      |
| 7                           | République du Congo | 1 - 5      |
| 8                           | Afrique du Sud      | 1 - 5      |

- Qualification pour la Coupe du Monde U17 2012

## Leaders statistiques

### Points
| Place | Nom            | Équipe         | PPM  |
| ----- | -------------- | -------------- | ---- |
| 1     | Henry Williams | Afrique du Sud | 23,0 |
| 2     | Helton Ubisse  | Mozambique     | 22,7 |
| 3     | Ahmed Boutiba  | Algérie        | 21,0 |
| 4     | Ehab Amin      | Égypte         | 18,3 |
| 5     | Wessam Emad    | Égypte         | 13,7 |

### Rebonds
| Place | Nom              | Équipe         | RPM  |
| ----- | ---------------- | -------------- | ---- |
| 1     | Helton Ubisse    | Mozambique     | 11,3 |
| 2     | Henry Williams   | Afrique du Sud | 10,0 |
| 3     | Vutomi Bilankulu | Afrique du Sud | 8,0  |
| 4     | Ahmed Boutiba    | Algérie        | 6,5  |
| 5     | Wessam Emad      | Égypte         | 6,3  |

### Passes décisives
| Place | Nom          | Équipe         | PDPM |
| ----- | ------------ | -------------- | ---- |
| 1     | Omar Abdeen  | Égypte         | 6,0  |
| 2     | Walid Aly    | Égypte         | 4,7  |
| 3     | Ehab Amin    | Égypte         | 4,3  |
| 4     | Inga Mani    | Afrique du Sud | 3,5  |
| 5     | Yuri Chambal | Mozambique     | 2,3  |

### Contres
| Place | Nom             | Équipe     | CPM |
| ----- | --------------- | ---------- | --- |
| 1     | Moataz Hosny    | Égypte     | 4,7 |
| 2     | Ahmed Mohamed   | Égypte     | 2,0 |
| 3     | Anas Mahmoud    | Égypte     | 1,7 |
| 4     | Mabrouk Soualah | Algérie    | 1,5 |
| 5     | Helton Ubisse   | Mozambique | 1,3 |

### Interceptions
| Place | Nom            | Équipe         | IPM |
| ----- | -------------- | -------------- | --- |
| 1     | Omar Abdeen    | Égypte         | 6,0 |
| 2     | Walid Aly      | Égypte         | 3,7 |
| 2     | Ehab Amin      | Égypte         | 3,7 |
| 4     | Luthando Mpano | Afrique du Sud | 3,0 |
| 4     | Cameron Paton  | Afrique du Sud | 3,0 |

## Récompenses
MVP de la compétition (meilleur joueur) Ehab Amin
Meilleur cinq de la compétition
- Omar Abdeen
- Ehab Amin
- Ahmed Boutiba
- Wessam Emad
- Helton Ubisse